# جزیره کامبریا (بزرگ)
جزیره کامبریا (بزرگ) 
(به گیلیک اسکاتلندی: Cumaradh Mòr)، (به انگلیسی: Great Cumbrae)، که به عنوان «کامبری» یا «جزیره Cumbrae» نیز شناخته می‌شود) جزیرهٔ بزرگتر از؛ دو جزیره به نام «کامبریاها»، در قسمت پایین‌تر خور کلاید در غرب اسکاتلند است. این جزیره که خانه و پایگاه اصلی مرکز ورزش‌های آبی ملی (National Watersports Centre)، «کلیسای جامع جزایر» و تا سال ۲۰۱۳ دانشگاه و ایستگاه زیست‌شناسی دریایی میل‌پورت، بود. این جزیرهٔ تعطیلات و گردش‌گری دارای زمین گلف ۱۸ حفره‌ای است که تقریباً به قله برسد، و نیز جادهٔ دور جزیره برای اجرای دوچرخه‌سواری خانوادگی، که مورد علاقهٔ بازدید کنندگان از این جزیره است.